# Pop psicodèlic
El pop psicodèlic és un subgènere de la música pop que conté les característiques musicals associades amb la música psicodèlica. Això inclou efectes "trippy" com guitarres distorsionades, manipulacions de les cintes, sitars, enregistrament a la inversa, i harmonies d'estil Beach Boys. Mesclat amb el pop, el gènere conté cançons melòdiques amb estructures de cançó rígides. Va assolir el seu clímax a finals dels anys 60, i va declinar ràpidament a principis dels 70.

## Característiques
Segons AllMusic, el pop psicodèlic no va arribar a ser massa "estrany", però tampoc molt "bubblegum". Es va apropiar dels efectes associats amb la música psicodèlica, aplicant les seves innovacions a cançons de pop concís. La música era ocasionalment limitada a l'estudi, però allà han sorgit excepcions més orgàniques on la psicodèlia era brillant i melòdica. AllMusic Afegeix: "El què és [estrany] és que una part del pop psicdòdelic és més interessant que la mitjana dins de món de la psicodèlia, i va esdevenir estrany, ja que ocasionalment hi havia mescles incòmodes de psicodèlia i convencions pop -- l'àlbum de 1969 de The Neon Philharmonic, The Moth Confessses, és un exemple clar d'aquest fet."